# Statsminister
Statsminister er titlen på regeringslederen i de nordiske lande. I andre lande anvendes andre titler for regeringslederen, selv om titlen statsminister til tider også anvendes på dansk for regeringslederen i andre lande med parlamentarisk statsform.
Titlen statsminister anvendes også udenfor Norden, men har her et andet indhold, ligesom den historisk er anvendt i de nordiske lande med en anden betydning.

## Danmark
Indtil 1848 betød Statsminister i Danmark en minister, som var medlem af Gehejmestatsrådet. Den danske regeringsleder havde titlen premierminister fra 1848 til 1855, og derefter titlen konseilspræsident fra 1855 til 1918. Fra 1918 brugtes titlen statsminister om regeringslederen som fastlagt i Grundloven af 1915. Den første danske regeringsleder med titlen statsminister var Carl Theodor Zahle fra Det Radikale Venstre, der havde været konseilspræsident siden 1913.

## Storbritannien
I Storbritannien bruges ordet statsminister (minister of state) om et embede, hvis indehaver er juniorminister. Juniorministre er medlem af regeringen men ikke kabinettet, og i deres daglige arbejde tager de imod ordre fra og rapporterer til en ledende statssekretær (secretary of state).